# Goserelin
Goserelin (Handelsname Zoladex®; Hersteller AstraZeneca) ist ein Arzneistoff, der zur Unterdrückung von Sexualhormonen wie Östrogen und Testosteron eingesetzt wird. Es gehört zur Gruppe der Analoga des Gonadotropin-Releasing-Hormons, der unter anderem in der Behandlung von Prostata- und Brustkrebs eingesetzt wird.

## Klinische Angaben

### Anwendungsgebiete (Indikationen)
Anwendungsgebiete für Goserelin sind Prostatakrebs, Brustkrebs, geschlechtsangleichende Maßnahmen, Endometriose (meist gutartige Wucherung der Gebärmutterschleimhaut), Uterusmyom (gutartiger Tumor der Gebärmutter) und Endometriumablation (Abtragung der Gebärmutterschleimhaut). Darüber hinaus wird der Wirkstoff in der Reproduktionsmedizin eingesetzt.

### Anwendung während Schwangerschaft und Stillzeit
Goserelin soll nicht während der Schwangerschaft angewandt werden, da theoretisch das Risiko einer Fehlgeburt oder der Missbildung des Ungeborenen besteht. Auch während der Stillzeit soll Goserelin nicht eingesetzt werden.

### Unerwünschte Wirkungen (Nebenwirkungen)
- Abnahme der Knochendichte
- Depression
- Abnahme der Glucosetoleranz
- Bluthochdruck

## Pharmakologische Eigenschaften

### Wirkungsmechanismus (Pharmakodynamik)
Goserelin überstimuliert die Hypophyse, sodass anfangs zwar vermehrt Luteinisierendes Hormon und Follikelstimulierendes Hormon und somit Östrogene gebildet werden, wobei Testosteron zu Östrogen abgebaut wird. Allerdings versiegt nach etwa 2–4 Wochen die Hormonproduktion.

## Handelsnamen
Monopräparate
Zoladex (D, A, CH)

## Externe Links zu erwähnten Verbindungen
1. ↑  Externe Identifikatoren von bzw. Datenbank-Links zu Goserelinacetat:  CAS-Nr.: 145781-92-6, EG-Nr.: 652-995-1, ECHA-InfoCard: 100.180.239, PubChem: 16052011, ChemSpider: 10482272, Wikidata: Q27265738.